# Monit
Monit est un outil open source de surveillance des services locaux installés sur une machine Unix. Il est distribué sous licence licence publique générale GNU. 
Monit entre dans la famille des logiciels de surveillance, comme Munin et Nagios. Le rôle de Munin et de Nagios est de surveiller, de grapher, et d'alerter sur la disponibilité d'une ressource. La spécificité de Monit est surtout de pouvoir automatiser diverses actions, comme le redémarrage d'une application qui ne répondrait plus. Pour ceci, il dispose d'un Langage dédié simple et puissant, permettant de programmer librement la surveillance et déclencher les actions souhaitées. Il permet aussi d'alerter par courriel de ses actions ou si des conditions changent comme l’identifiant d'un processus. Il peut aussi aider à la gestion de la sécurité d'un système Unix en améliorant la disponibilité, en déclenchant des actions sous condition, et en alertant les administrateurs.
Il peut vérifier la disponibilité d'un daemon et les ressources occupées qu'il consomme, et en fonction du résultat choisir de le laisser tranquille, de le redémarrer ou de le stopper.
Contrairement à Munin et Nagios, Monit ne permet de suivre que l'état de la machine sur laquelle il est installé. Depuis peu m/monit (licence non libre) est disponible afin de pallier cette carence.